# (95954) Bayzoltán
(95954) Bayzoltán est un astéroïde de la ceinture principale.

## Description
(95954) Bayzoltan est un astéroïde de la ceinture principale. Il fut découvert le 23 août 2003 à Piszkesteto par Krisztián Sárneczky et Brigitta Sipőcz. Il présente une orbite caractérisée par un demi-grand axe de 3,09 UA, une excentricité de 0,14 et une inclinaison de 21,9° par rapport à l'écliptique.

## Compléments